# Hordzieżka
Hordzieżka – wieś w Polsce położona w województwie lubelskim, w powiecie łukowskim, w gminie Adamów. 
| SIMC    | Nazwa     | Rodzaj  |
| ------- | --------- | ------- |
| 0668057 | Dobrowola | kolonia |

Wierni Kościoła rzymskokatolickiego należą do parafii Podwyższenia Krzyża Świętego w Adamowie. We wsi jest drewniana kaplica przeniesiona z Huty-Dąbrowy.

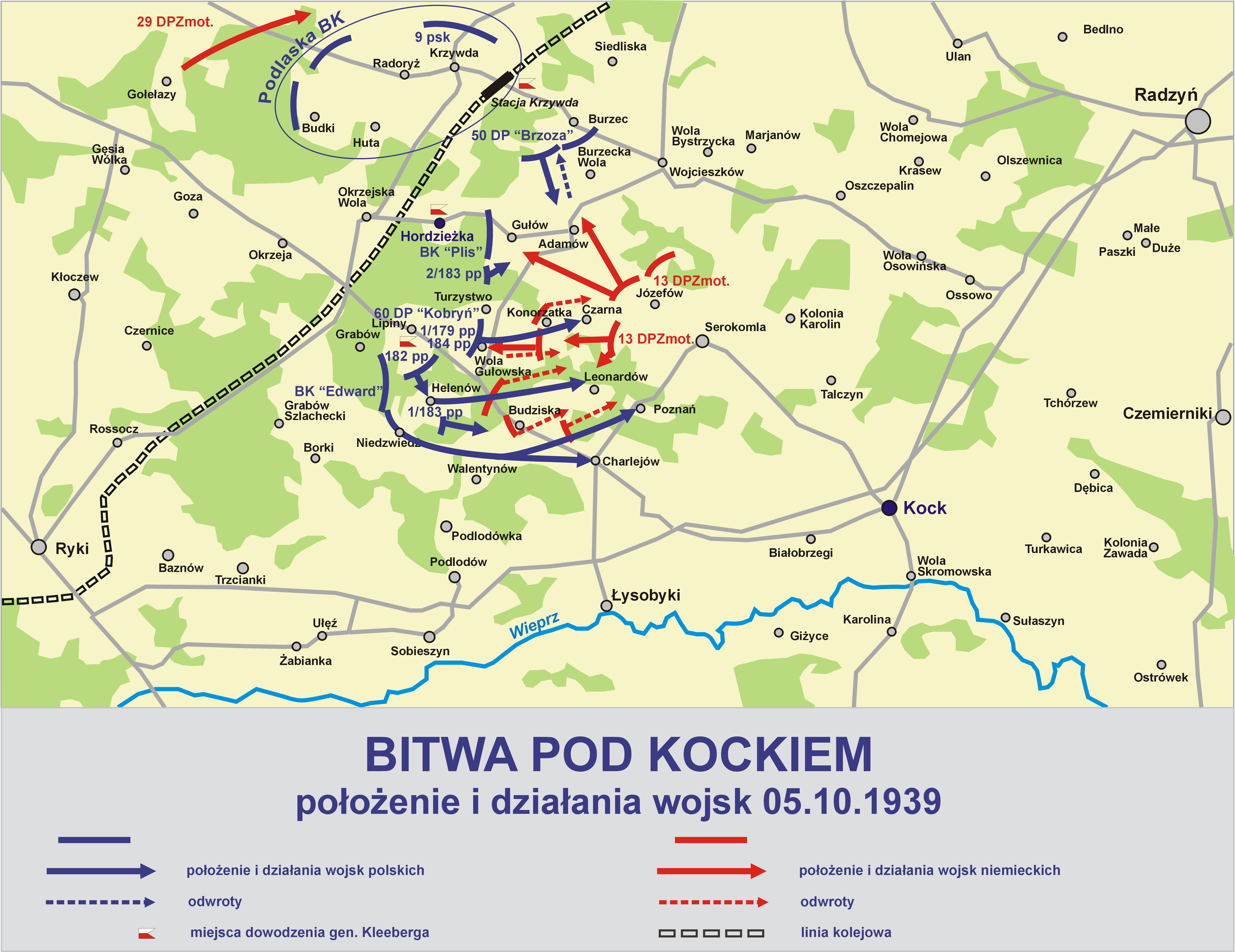
Mapa bitwy pod Kockiem z zaznaczoną wsią Hordzieżka

Pod koniec wojny obronnej 1939 r. miejsce stacjonowania Samodzielnej Grupy Operacyjnej Polesie, dowodzonej przez gen. brygady Franciszka Kleeberga.
Hordzieżka była miejscem wydania ostatniego rozkazu do żołnierzy SGO Polesie 5 października 1939 r. Przy budynku szkoły w Hordzieżce znajduje się kamień upamiętniający miejsce wydania ostatniego rozkazu.
Pod koniec sierpnia 1942 w niemiecką zasadzkę w lesie koło Krzywdy został schwytany i zabity pochodzący z Hordzieżki działacz komunistyczny Józef Kornacki, towarzyszący mu radziecki partyzant Aleksander Łowczagow oraz grupa dziesięciu Żydów uwolnionych z obozu w Adamowie.
W latach 1975–1998 miejscowość administracyjnie należała do województwa siedleckiego.
Wieś stanowi sołectwo w gminie Adamów. Według Narodowego Spisu Powszechnego z roku 2011 wieś liczyła 370 mieszkańców.